# سانشو راميريث

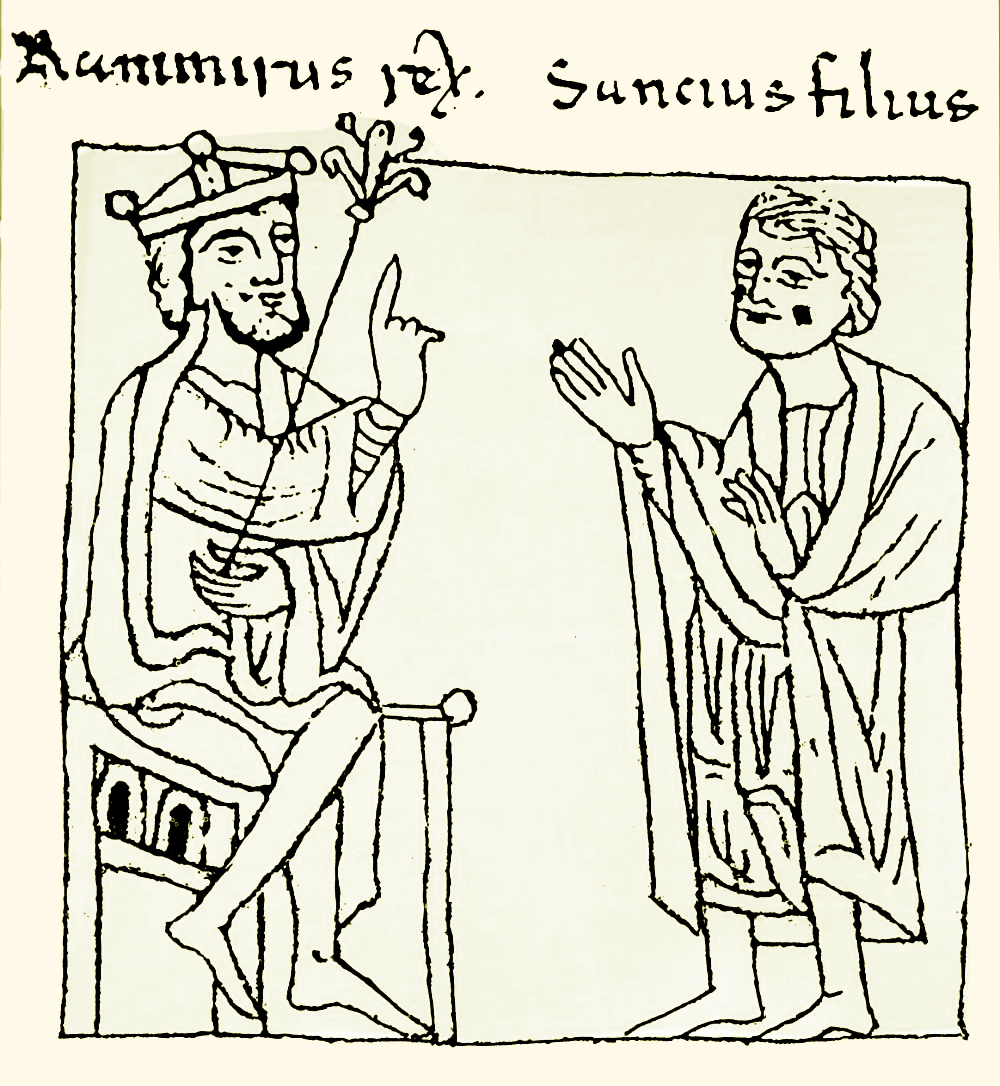
سانشو راميريث (إلى اليمين) مع أبيه الملك راميرو الأول

سانشو راميريث (بالإسبانية: Sancho Ramírez) ـ (حوالي 1042 ـ 4 يونيو 1094) هو ملك أراغون (1063 ـ 1094) وملك نافارا (منذ عام 1076، تحت اسم سانشو الخامس)، وهو ابن راميرو الأول ملك أراغون من زوجته إرميسندا دي بيغورا. خلف والده على العرش عام 1063.
استعان به المنذر بن هود صاحب لاردة في حربه ضد أخيه المؤتمن بن هود صاحب سرقسطة، الذي استعان بدوره بالسيد القمبيطور وجيشه من المرتزقة القشتاليين.
توفي سانشو راميريث فجأة في يونيو 1094 م (جمادى الأولى 487 هـ) أثناء حصاره لمدينة وشقة.